# Anthony M. Frank
Anthony M. Frank (* 21. Mai 1931 in Berlin; † 2. Februar 2022 in Carmel-by-the-Sea, Kalifornien) war ein deutsch-amerikanischer Bankmanager. Unter seiner Führung entstand von 1971 bis 1988 aus einer kleinen Regionalsparkasse die First Nationwide Bank in San Francisco, die erste überregionale und sechstgrößte Spar- und Darlehenskasse der USA. Von 1988 bis 1992 war er Generalpostmeister der Vereinigten Staaten.

## Herkunft
Anton (Melchior) Frank, amerikanisiert Anthony M. Frank, wurde am 21. Mai 1931 in Berlin als Sohn von Lothar Frank (1900–1985) und Elisabeth Frank geb. Roth (1901–1969) geboren. Lothar Frank war Sohn eines Stuttgarter Bankiers und hatte in Volkswirtschaft promoviert, bevor er als Teilhaber in die väterliche Bank eintrat. In den 1930er Jahren war er Manager in einem Berliner Kohlenkonzern. Elisabeth Frank hatte in Rechts- und Staatswissenschaften promoviert und war in Deutschland als Volkshochschuldozentin tätig. 1936 floh die jüdischstämmige Familie vor den Nazis in die USA, wo sie sich in Hollywood niederließen. Lothar Frank arbeitete als Wertpapiermakler und Anlageberater, Elisabeth Frank war in leitender Position für die private Wohlfahrtsbehörde des Los Angeles County tätig.

## Leben und Beruf
Quelle: #Moritz 1991.

### Ausbildung
Anthony M. Frank absolvierte die „weltberühmte“ Hollywood High School in Hollywood, die er 1949 im Alter von achtzehn Jahren abschloss. Der überwiegende Teil der prominenten ehemaligen Schüler ergriff später einen Beruf in der Filmindustrie. So schlugen auch Franks Mitschüler Mitzi Gaynor und Stuart Whitman eine Karriere als Filmschauspieler ein. Für seine universitäre Ausbildung begab sich Anthony Frank an die Ostküste, wo er die nächsten Jahre am Dartmouth College in Hanover, New Hampshire, studierte, eine der „ältesten und renommiertesten Institutionen der USA“. Seine Kommilitonen waren die Filmregisseure Bob Rafelson und James Goldstone und der Filmproduzent David Picker. 1953 legte er die Bachelor-Prüfung ab und erwarb 1954 als Dreiundzwanzigjähriger das MBA-Diplom an der Tuck School of Business des Dartmouth College, der „weltweit ersten Graduiertenschule für Management“.
Am 16. Oktober 1954 heiratete er Gay Palmer (1929–2006). Von 1954 bis 1956 leistete er seinen Wehrdienst beim Nachrichtendienst der US-Armee ab, den größeren Teil davon in der Bundesrepublik Deutschland. Nach seiner Entlassung absolvierte er ein finanzwirtschaftliches Anschlussstudium an der Universität in Wien.

### Managerkarriere
Anthony Frank entstammte einer Familie von Bankiers. Sein Vater Lothar Frank und sein Großvater Sigismund Frank waren in Deutschland Teilhaber einer Privatbank gewesen. Anthony Frank setzte die Familientradition fort, als er 1958 seine Karriere als Bankmanager begann und in den dreizehn Jahren bis 1971 mehrere höhere Führungspositionen in verschiedenen kalifornischen Finanzinstituten ausfüllte.
| Jahr      | Unternehmen                                                    | Funktion                                                          |
| --------- | -------------------------------------------------------------- | ----------------------------------------------------------------- |
| 1958      | Glendale Federal Savings Association                           | Anleihemanager und Assistent des Präsidenten                      |
| 1961      | Far West Financial Corporation, Los Angeles                    | Vizepräsident und Finanzdirektor                                  |
| 1961      | First Charter Financial Corporation, Beverly Hills             | Vizepräsident für Verwaltung, Zuständigkeit für die Sparabteilung |
| 1966–1968 | State Mutual Savings and Loan Association, Los Angeles         | Präsident                                                         |
| 1969–1970 | Titan Group (Finanzfirma), Los Angeles / New York City         | Direktor                                                          |
| 1970–1971 | I.N.A. Properties (Immobilienabteilung der I.N.A. Corporation) | Präsident                                                         |

### First Nationwide

#### Citizens Savings
| 1971 übernahm Anthony Frank die Position des Präsidenten der Spar- und Darlehensbank Citizens Savings and Loan in San Francisco. Die nächsten siebzehn Jahre seines Lebens widmete er dieser Bank, die 1982 in First Nationwide umgetauft wurde. Unter seiner Führung entwickelte sich das Unternehmen von einer bescheidenen Regionalbank mit Aktiva von 400 Millionen Dollar zur sechstgrößten Sparkasse der Vereinigten Staaten, mit Aktiva von 19 Milliarden Dollar. |
| In einer Zeit, in der andere Sparkassenmanager die Expansion mit riskanten Schrottanleihen vorantrieben, verfolgte Anthony Frank eine konservative Darlehenspolitik. Er wählte die Mittelklasse zur Zielgruppe und beschränkte die Darlehensvergabe auf erste Hypotheken, Geschäftsdarlehen und zweite Hypotheken schloss er von seinem Portfolio aus. |

#### Übernahme durch National Steel
| Die Verbreiterung der Kapitalbasis nach der Übernahme der Citizens durch die National Steel Corporation im Jahr 1980 ermöglichte es Anthony Frank, 1981 ein beispielloses Expansionsprogramm in Angriff zu nehmen. Mit Unterstützung zuständiger Regierungsstellen kaufte er zwei Spar- und Darlehensbanken hinzu: Washington Savings and Loan in Miami, und die West Side Savings and Loan in New York City. Damit war Citizens die erste Spar- und Darlehenskasse, die über die Grenzen von Bundesstaaten hinweg operierte. |
| Die Umbenennung der Bank zum 1. Januar 1982 spiegelte in dem Namen First Nationwide (Federal Savings and Loan Association), ab 1986 First Nationwide Bank, die nunmehr zwischenstaatliche Tätigkeit der Bank wider. Die Bank wurde über Nacht eine der größten Sparkassen der USA, mit Aktiva von 7 Milliarden Dollar und 136 Zweigstellen in Kalifornien, Florida und New York. |
| In den Folgejahren trieb Anthony Frank die Expansion weiter voran, teilweise mit unkonventionellen Mitteln. So eröffnete er nach und nach 170 Filialen in Kmart-Kaufhäusern mit dem Ziel, „die Bank zum Kunden bringen“ und dadurch einen neuen Kundenkreis zu erobern. Da die Kmart-Bankfilialen jedoch unerwartet nur einen geringen Umsatz generierten, wurden sie gegen Ende der 1980er Jahre wieder aufgegeben. Um schnell in möglichst vielen Bundesstaaten präsent zu werden, bot er anderen Sparkassen Franchising-Verträge an, die ihnen die Möglichkeit boten, Kreditkarten und andere Produkte unter dem Namen der First Nationwide zu vertreiben. Bis 1989 konnte die First Nationwide 53 Franchise-Nehmer in 37 Staaten gewinnen. |

#### Übernahme durch Ford
| Auf Betreiben von Anthony Frank erwarb die Ford Motor Company im Dezember 1985 die First Nationwide für 493 Millionen Dollar. Mit den Kapitalressourcen des neuen Eigentümers im Rücken versuchte er, die Spar- und Darlehenssparte der angeschlagenen Financial Corporation of America zu erwerben, wodurch die First Nationwide mit einem Schlag zur größten Sparkasse des Landes geworden wäre. Zu seiner großen Enttäuschung erhielt aber ein anderer den Zuschlag. Das Ford-Management, das sich in das Tagesgeschäft seiner neuen Tochter einmischte, erhöhte die Frustration eines Mannes, der es gewohnt war, seine Entscheidungen autonom zu treffen. |

#### Krise und Führungswechsel
Die misslungene Übernahme der Financial Corporation of America und die Einflussnahmen des Ford-Managements führten dazu, dass sich Anthony Frank nach einer neuen Aufgabe umsah und Anfang Februar 1988 das Amt des Generalpostmeisters übernahm, siehe #Generalpostmeister. Aber auch die kritische wirtschaftliche Lage der Bank mag zu dieser Entscheidung beigetragen haben.
Als er der Bank den Rücken kehrte, hinterließ er ein Sparkassenimperium mit 370 Filialen in 14 Staaten und Aktiva von 19 Milliarden Dollar. Er hatte landesweite Aufmerksamkeit erregt durch seine innovative Unternehmenspolitik, hatte als Pionier das Konzept überregionaler Sparkassen durchgesetzt und die First Nationwide zur sechstgrößten Sparkasse des Landes gemacht.
Das rasche Wachstum durch den Zukauf kränkelnder Finanzinstitute forderte seinen Preis. Es hatte die Bank zu einem schwerfälligen, nur locker verbundenen Konglomerat aufgebläht. Die Ertragslage hielt nicht Schritt mit der rasanten Expansion, und die Ergebnisse der Bank stagnierten in den letzten Jahren. Nach Ansicht des Journalisten Andrew Pollack war Anthony Frank mehr Visionär als Praktiker, die Kostenkontrolle in seinem Unternehmen war nach seiner Meinung zu lasch und der Gewinn lag unter den Ergebnissen der besten Wettbewerber. Immerhin konnte sich die Bank in den 17 Jahren unter Anthony Franks Führung immer positiver Ergebnisse und höchster Kreditratings erfreuen. Die problematische Lage der Bank wurde verstärkt durch die dramatische, allgemeine Sparkassenkrise der 1980er Jahre.
Auch das Ford-Management erkannte die Schieflage der Bank. Nach Anthony Franks Weggang wurde im September 1988 der Ford-Manager John Devine zum neuen Präsidenten ernannt, der durch Kosteneinsparungen und die Schrumpfung des Imperiums die Krise der Bank überwinden sollte.

### Generalpostmeister

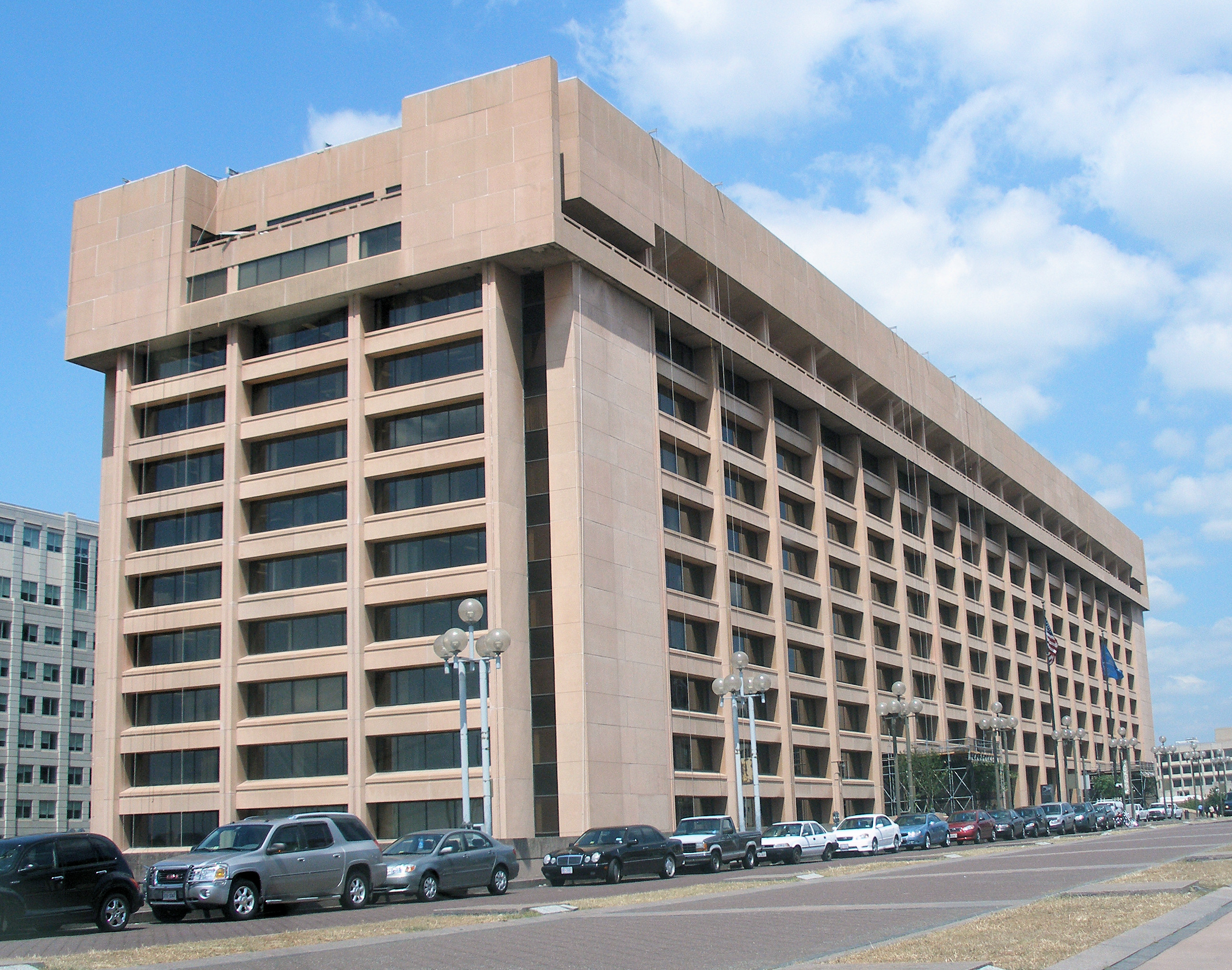
Hauptsitz des United States Postal Service in Washington, 475 L’Enfant Plaza SW.

Der Posten des Generalpostmeisters war ein „heißer Stuhl“: in den 27 Jahren von 1961 bis 1988 hatten die Amtsinhaber im Durchschnitt alle 2,5 Jahre gewechselt, obwohl die maximale Amtszeit acht Jahre betrug. Als 1988 der Generalpostmeister Preston Robert Tisch seine Absicht bekanntgab, nach nur anderthalb Jahren sein Amt aufzugeben, bewarb sich Anthony Frank um den Posten. Am 2. Februar 1988 wurde er zum 69. Generalpostmeister gewählt.
Die US-Post, das größte halbstaatliche Unternehmen des Landes, war mit großen Problemen belastet, als er sein Amt antrat. Die Personalkosten verschlangen 84 % des Gesamtbudgets. Zur Eindämmung der stetig steigenden Defizite waren dringend weitreichende Kosteneinsparungen erforderlich. Außerdem drohte der Kongress mit Budgetkürzungen, der Wettbewerb mit der Privatindustrie verschärfte sich, und das Unternehmen musste jährlich mit einem Zuwachs von zwei Millionen Kunden fertig werden.
Bestrebungen in der Regierung von Präsident Ronald Reagan zur Privatisierung der Post bekämpfte Anthony Frank mit Vehemenz. In einer Streitschrift bekannte er sich zur Steigerung der Effizienz, lehnte jedoch die „Balkanisierung“ des Unternehmens ab. Ein unkonventioneller Vertrag mit einem externen Beratungsunternehmen, das die Verluste der Post um eine Milliarde Dollar vermindern sollte, scheiterte am Einspruch der Administration, die Reduktion der Personalkosten am Widerstand der Gewerkschaften. So verlegte er sich auf technische und organisatorische Rationalisierungsmaßnahmen. Er trieb die vollautomatische Verarbeitung der Postsendungen mit Barcodelesern und Sortiergeräten voran, gründete Postläden in Einkaufszentren, baute die beiden profitabelsten Geschäftszweige, den Express Mail Service und den Philatelie-Service aus, führte ein betriebliches Vorschlagswesen ein und ein Bonusprogramm zur Erhöhung der Kundenzufriedenheit.
In Anbetracht ständig steigender Personalkosten und eines Defizits von 1,6 Milliarden Dollar setzte Anthony Frank im März 1990 eine Portoerhöhung durch, die jedoch die grundsätzlichen Probleme nur mildern, aber nicht aus der Welt schaffen konnte. Die Post litt zudem, wie er bei seinem Abschied bedauernd zugab, unter einem autokratischen Führungsstil, der paramilitärische Züge trug. Trotz punktueller Verbesserungen war es ihm nicht gelungen, diese Unternehmenskultur grundsätzlich zu verändern. Mehrere Amokläufe von Postmitarbeitern, darunter einer in seiner Amtszeit, hatten die Führungsproblematik offenbar gemacht. Der Begriff „Going postal“ ging sogar als Pseudonym für Amoklauf in den Sprachgebrauch ein.
Anthony Frank schöpfte, wie die meisten seiner Vorgänger, nicht die maximale Amtszeit von acht Jahren aus, sondern reichte nach vier Jahren zum Unabhängigkeitstag am 4. Juli 1992 seinen Rücktritt ein.

### Politik
Anthony Frank engagierte sich ab 1968 für die Demokratische Partei. Im selben Jahr unterstützte er als Fundraiser Alan Cranston im Senatorenwahlkampf und wurde als Delegierter für die Wahl von Robert F. Kennedy zu dem Parteikonvent in Chicago entsandt.
Der Präsident des Organisationskomitees für die Olympischen Spiele 1984 in Los Angeles, Peter Ueberroth, entsandte Anthony Frank 1984 zu Vermittlungsgesprächen nach Ostberlin. Es gelang ihm jedoch nicht, die DDR trotz des Boykotts der Sowjetunion zur Teilnahme an den Spielen zu bewegen.
Obwohl registriertes Mitglied der Demokratischen Partei, unterstützte er 1988 als Fundraiser die Nominierung von Senator Robert J. Dole zum Präsidentschaftskandidaten der Republikaner.

### Familie
Am 16. Oktober 1954 heiratete Anthony Frank Gay Palmer (1929–2006). Sie betätigte sich als Veranstalterin von Abenteuerreisen, zum Beispiel nach Tibet und in die Antarktis, und starb 2006 im Alter von 77 Jahren. Aus der Ehe gingen zwei Kinder hervor: Tracy F. Frank (* 1954) und Randall P. Frank (* 1961).

## Verschiedenes
Während seiner Amtszeit übernahm Frank zweimal einen Kurzauftritt (Cameo) in bekannten Fernsehserien.
1990 trat er in einem Aufmacher (Teaser) für die Sitcom Cheers auf. In der Bostoner Bar Cheers döst der besoffene Briefträger Cliff vor sich hin, als er erstaunt bemerkt, wie Postmaster General Frank von Geheimagenten in die Bar geleitet wird. Frank verleiht Cliff „als Briefträger des Jahres“ die Medaille des „Golden Mailbag“ und lässt eine der „kaum bekannten Tatsachen“ nach der Manier des besserwisserischen Cliff vom Stapel. Aus unbekannten Gründen wurde die abgedrehte Szene nicht ausgestrahlt.
1991 hatte Frank einen Gastauftritt in der Fernsehserie Mord ist ihr Hobby, Staffel 7, Folge 22 (The Skinny According to Nick Cullhane / Die Jagd nach dem Manuskript). Darin spielte er die Rolle von Jessica Fletchers Briefträger Mr. Finnerty. Im Abspann wurde er aufgeführt unter „and Postmaster General ANTHONY FRANK as The Mailman“. Die Folge wurde am 12. Mai 1991 gesendet und ist auch auf DVD erhältlich (Staffel 7, Teil 2).